# Kozmatelke község
Kozmatelke község (románul: Comuna Cozma) község Maros megyében, Romániában. Központja Kozmatelke, beosztott falvai Fânațele Socolului, Magyarmezőtanya, Mezőszokol, Szászokvölgyetanya.

## Népessége
A 2011-es népszámlálás adatai alapján a község népessége 562 fő volt.